# رايموند هيل
رايموند هيل (بالإنجليزية: Raymond Hill)‏ هو عازف ساكسفون أمريكي، ولد في 29 أبريل 1933 في كلاركسديل في الولايات المتحدة، وتوفي في 16 أبريل 1996.